# Tony Timpone
Tony Timpone és l'antic editor de la revista Fangoria, així com autor sobre el gènere de terror, un programador de festivals de cinema i un productor/entrevistador de programes de televisió i ràdio relacionats amb el terror.

## Primers anys
Tony Timpone va néixer a la ciutat de Nova York, es va criar a Queens i es va graduar a la Universitat de Nova York el 1985. Va escriure per als dos diaris d'estudiants de la universitat, The Courier i Washington Square News, i es va especialitzar en periodisme. De petit, havia llegit la revista influent Famous Monsters of Filmland i va dir que "sempre volia escriure per a una revista com aquella".
A l'institut havia estat president d'un club de ciència-ficció. Assisteix a convencions de ciència-ficció, on entrevistava estrelles del gènere. Venint les seves entrevistes autònomes, va iniciar la seva carrera periodística. Volia escriure per a Fangoria, però en aquell moment no acceptava articles autònoms:
| « | Tanmateix, tenien una publicació germana que era una revista mensual de ciència ficció, anomenada Starlog. Quan encara era estudiant a la NYU, vaig poder vendre alguns articles a Starlog, com ara entrevistes amb actors de les pel·lícules Star Trek. Em reunia amb aquests actors a les convencions, o si sabia que actuaran en un espectacle de Broadway, els escrivia i organitzava entrevistes mentre estaven a la ciutat. També he venut articles a altres revistes especialitzades, com ara Monsterland i Enterprise Incidents. Però Fangoria era la revista per a la qual realment volia treballar. | » |

## Carreres professionals

### Fangoria
Tony Timpone va començar a treballar amb la revista Fangoria l'any 1985 i hi va continuar fins al febrer de 2010, quan va ser succeït per Chris Alexander. Va dir d'aconseguir la feina, començant amb l'editor David McDonnell, que:
| « | Em vaig incorporar per primera vegada al personal de Fango el juliol de 1985. Va ser la meva primera feina fora de la universitat, tot i que havia estat treballant independentment a la publicació germana Fango Starlog durant el meu treball. l'any passat a la universitat. Vaig començar com a assistent editorial de l'aleshores editor David Everitt, que va decidir continuar un mes després de començar. Com que acabava de sortir de la universitat i aquesta va ser la meva primera feina a l'edició, era una mica massa verd per assumir-me la feina jo mateix. Així que vaig ser l'editor en cap de Dave McDonnell, que va assumir el càrrec d'editor fins que vaig tenir les meves ales. L'any següent, em van ascendir a redactor en cap. | » |

A principis de la dècada de 1990, Timpone va ser consultor de tres pel·lícules de Fangoria per a Columbia TriStar Home Video: Mindwarp (1991), Children of the Night (1991) i Severed Ties (1992). A principis i mitjans de la dècada del 2000, va exercir com a cap d'adquisicions de les diverses discogràfiques de vídeo de Fangoria. A més, va ser productor/entrevistador de Screamography de Fangoria TV, un convidat recurrent al desaparegut programa Sirius Satellite Radio de Fangoria Radio amb la presentadora Dee Snider i la copresentadora Debbie Rochon, durant quatre anys a partir del 2006, i el coproductor/productor de programació /moderador de les convencions del Weekend of Horrors de Fangoria del 1986 al 2009, i novament a partir del 2021.
Després de deixar el seu càrrec d'editor en cap el 2010, Timpone va començar a dirigir les divisions de vídeo sota demanda i DVD de Fangoria.
Timpone també va editar la publicació germana de Fangoria Gorezone, que va durar des del 1989 fins al 1993.

### Altrs treballs
Des de 1993, Timpone ha ajudat a programar festivals internacionals de terror i fantasia a Milà i Montreal, Canadà. Abans del seu tancament, Timpone va programar i acollir la sèrie de pel·lícules mensuals "Monster Mondays" de The Two Boots Pioneer Theatre.
Sota el nom d'Anthony Timpone, va ser autor del llibre editat per St. Martin's Press Men, Makeup, and Monsters: Hollywood's Masters of Illusion and FX.
A finals de 2004, va ser productor de la sèrie documental de cinc hores de Bravo (canal de televisió nord-americà) The 100 Scariest Movie Moments: "Kaufman Films necessitava un "noi terror" per connectar-los amb la gent de la indústria del terror. Així que vaig anar a bord i vaig localitzar i entrevistar la majoria dels grans crits de la sèrie.".
Va ser director de programació i moderador de les convencions de terror Monsterpalooza i Son of Monsterpalooza almenys el 2016 i el 2017. Des de 1998, és codirector de la programació internacional de Mont-real, el FanTasia.

## Filmografia
| Ant  | Títol                               | Paper      | Notes        |
| ---- | ----------------------------------- | ---------- | ------------ |
| 2001 | Satan's Menagerie                   | The Ghoul  | Telefilm     |
| 2003 | House of the Dead                   | Zombie     | No acreditat |
| 2007 | Brutal Massacre: A Comedy           | Ell mateix |              |
| 2007 | Dying for Change                    | Ell mateix |              |
| 2008 | Angel's Blade: The Ascension        | Tony       |              |
| 2009 | His Name Was Jason                  | Ell mateix |              |
| 2009 | The Psycho Legacy                   | Ell mateix |              |
| 2009 | Horrorween                          | Ell mateix |              |
| 2020 | Jay Sebring....Cutting to the Truth | Ell mateix |              |